# Der Sinn des Lebens für 9,99$
Der Sinn des Lebens für 9,99$ (Originaltitel $9.99) ist ein australisch-israelischer Stop-Motion-Film von Tatia Rosenthal aus dem Jahr 2008. Als Sprecher wirken mit Geoffrey Rush, Samuel Johnson, Anthony LaPaglia und Claudia Karvan.

## Handlung
Die Hauptfigur des Filmes, der 28-jährige Dave Peck ist arbeitslos und sucht nach dem Sinn des Lebens. In einem Magazin findet er eine Werbeanzeige, die den Sinn des Lebens für nur „$9,99“ verspricht. Dave beginnt, fasziniert von dieser Werbeanzeige, den wahren Sinn des Lebens zu erforschen. Im Laufe der Handlung erfahren Dave, seine Familie und seine Nachbarn die Schwierigkeit, den Sinn wirklich zu erkennen.

## Kritiken
Der Sinn des Lebens für 9,99$ erhielt ein gutes Presseecho. So erfasst der US-amerikanische Aggregator Rotten Tomatoes 72 % wohlwollende Besprechungen und ordnet den Film dementsprechend als „Zertifiziert Frisch“ ein.

„Nach dem zusammen mit dem israelischen Kultautor Etgar Keret (Jellyfish – Vom Meer getragen) verfassten Drehbuch setzte die israelische Regisseurin Tatia Rosenthal dieses tragikomische Stop-Motion-Werk in Szene. Rosenthal schildert in ihrem Langfilmdebüt eindrucksvoll das Leben ganz normaler Städter auf der Suche nach Erfüllung und Glück und orientierte sich dabei an Werken wie Short Cuts und Magnolia.“

„Eine witzig-hintersinnige Ansammlung von Kurzgeschichten, inszeniert als Animationsfilm in Stop-Motion-Technik. Die raue, mitunter holzschnittartige Machart entzieht sich vielen Sehgewohnheiten, findet aber einer schlüssigen Einheit, die in ihren Bann zieht.“